# Phase-change Dual
Phase-change Dual (PD) — технология записи и перезаписи оптических дисков, основанная на двойном изменении фазового состояния вещества.
В связи с широким распространением CD с середины 1990-х годов стала востребована технология записи и перезаписи оптических дисков. Однократная запись, основанная на необратимом изменении структуры вещества, была реализована в дисках однократной записи CD-R. Однако компания Matsushita пошла дальше и разработала технологию, использующую способность некоторых веществ изменять фазовое состояние при воздействии лазерных лучей с различной длиной волны.
Технология получила название PD (Phase-change Dual) — двойное изменение фазы вещества. Согласно ей, лазерный луч расплавляет отдельные участки носителя данных. Далее при охлаждении они затвердевают либо в кристаллическом состоянии с более высокой отражательной способностью, либо в аморфном - с меньшей. Таким образом, за счет такого воздействия информацию на дисках можно стирать либо записывать повторно, благодаря чему они пригодны для хранения и архивирования данных.
Технология получила имя CD-RW (Re Writable) — перезаписываемых CD, применялось также название CD-E (Erasable) — стираемых CD. Она обеспечивает весь спектр функциональных возможностей по записи и перезаписи дисков, пригодных для чтения на любом оптическом накопителе. В оптических носителях следующих поколений (DVD, BD) используется сходная технология.
Однако изменение фазового состояния вещества в конце концов приводит к его необратимому изменению, в результате уже через несколько десятков или сотен циклов перезаписи функциональные свойства информационного слоя ухудшаются.
Теоретически, информация на данном носителе может быть перезаписана до 500 000 раз.